# Sonet 126 (William Szekspir)

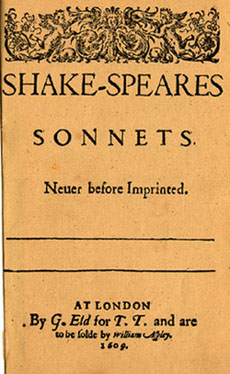
Strona tytułowa pierwszego wydania sonetów Shakespeare’a

Sonet 126 (O chłopcze śliczny, który w moc promienną) – jeden z cyklu sonetów autorstwa Williama Shakespeare’a. Po raz pierwszy został opublikowany w 1609 roku. Jest ostatnim z serii utworów skierowanych do Tajemniczego młodzieńca.

## Treść
W sonecie tym podmiot liryczny ostrzega młodzieńca przed skutkami starzenia się. Jednocześnie wychwala jego urodę zaświadczając, iż ta opiera się działaniu Czasu. Jest także zdania, iż ten jest ulubieńcem Natury, która nie pozwala Czasowi ingerować w jego wygląd.